# Frank Kabui

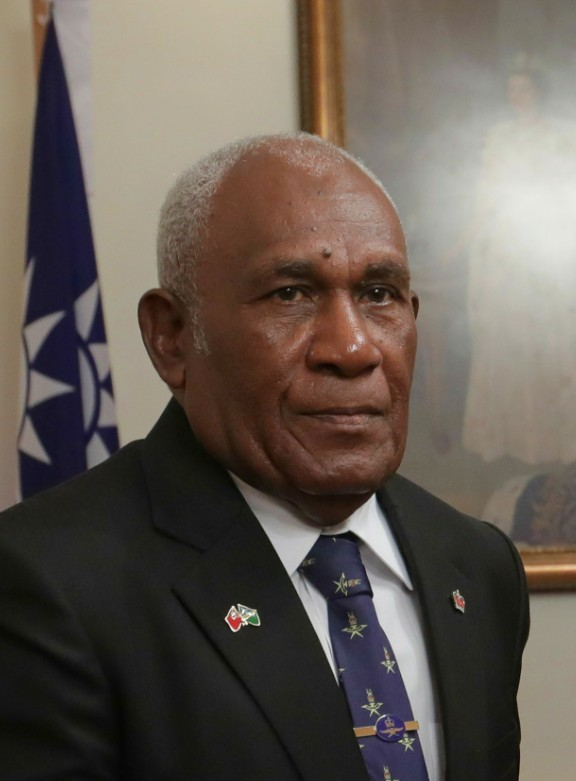
Sir Frank Kabui, 2017

Sir Frank Utu Ofagioro Kabui, GCMG, CSI, OBE (* 20. April 1946 in Provinz Malaita) ist ein ehemaliger Richter und war von 2009 bis 2019 Generalgouverneur der Salomonen.

## Biografie
Nach dem Schulbesuch studierte er Rechtswissenschaft an der University of Papua New Guinea und schloss 1975 als erster Salomoner ein Jurastudium ab. Im Anschluss war er als Rechtsanwalt tätig, ehe er 1980 als erster Einheimischer 1980 zum Generalstaatsanwalt der Salomonen ernannt wurde und dieses Amt bis 1994 bekleidete. Im Anschluss war er zunächst von 1994 bis 1998 Vorsitzender der Rechtsreformkommission und wurde danach zum Richter am High Court berufen. Mit Vollendung des sechzigsten Lebensjahres trat er im April 2006 in den Ruhestand und wurde erneut Vorsitzender der Law Reform Commission. Neben diesem Amt war er wiederum Rechtsanwalt und zugleich auch zwei Mal Präsident der Rechtsanwaltsvereinigung Solomon Islands Bar Association (SIBA).
Am 15. Juni 2009 wurde er vom Nationalparlament der Salomonen im vierten Wahlgang mit 30 Stimmen zum neuen Generalgouverneur gewählt. Dabei konnte er sich gegen den Vorsitzenden der Kommission für den öffentlichen Dienst, Edmund Andresen, der acht Stimmen erhielt, seinen Vorgänger Nathaniel Waena (7 Stimmen), den früheren Premierminister und späteren Parlamentspräsidenten Peter Kenilorea sowie fünf weitere Kandidaten durchsetzen.
Nach der offiziellen Ernennung durch Königin Elisabeth II. trat er sein Amt als Generalgouverneur offiziell am 7. Juli 2009 an. Am 9. Oktober 2009 verlieh ihm die Königin die Ritterwürde als Knight Grand Cross des Order of St. Michael and St. George, so dass er seither das Prädikat „Sir“ führt.